# Aurich
Aurich est une ville de Basse-Saxe, en Allemagne, chef-lieu de l'arrondissement d'Aurich.

## Géographie
Aurich est située sur la presqu'île de Frise orientale.

### Quartiers
- Kirchdorf.

### Climat
| Mois                     | jan. | fév. | mars | avril | mai  | juin | jui. | août | sep. | oct. | nov. | déc. |
| ------------------------ | ---- | ---- | ---- | ----- | ---- | ---- | ---- | ---- | ---- | ---- | ---- | ---- |
| Température moyenne (°C) | 1    | 1,3  | 3,7  | 6,9   | 11,5 | 14,6 | 16   | 15,9 | 13,2 | 9,6  | 5,2  | 2,2  |
| Ensoleillement (h)       | 37   | 64   | 103  | 160   | 212  | 199  | 188  | 194  | 132  | 92   | 47   | 29   |
| Précipitations (mm)      | 66,6 | 43,1 | 57,9 | 48,2  | 57,8 | 83,8 | 82,1 | 78,6 | 76,6 | 76,2 | 84,4 | 74,3 |

## Histoire
| Appartenances historiques Comté de Frise-Orientale 1464-1654 Principauté de Frise-Orientale 1654-1744 Royaume de Prusse 1744-1806 Royaume de Hollande 1806-1811 Empire français (Ems-Oriental) 1811-1814 Royaume de Hanovre 1814-1866 Royaume de Prusse (Province de Hanovre) 1866-1918 République de Weimar 1918-1933 Reich allemand 1933-1945 Allemagne occupée 1945-1949 Allemagne 1949-présent |

Aurich a été mentionnée pour la première fois dans un document officiel en 1276 sous le nom d'Aurechove. De 1811 à 1814, la ville a été le chef-lieu de l'ancien département français de l'Ems-Oriental.
Du 21 octobre 1944, jusqu'au 23 décembre 1944, un camp de concentration nazi est construit à Aurich. Le camp était un camp annexe au camp de concentration de Neuengamme. Les déportés étaient forcés de travailler à la construction de fossés anti-chars autour de la ville d'Aurich.
Au cours des deux mois de son existence 188 prisonniers y sont morts.

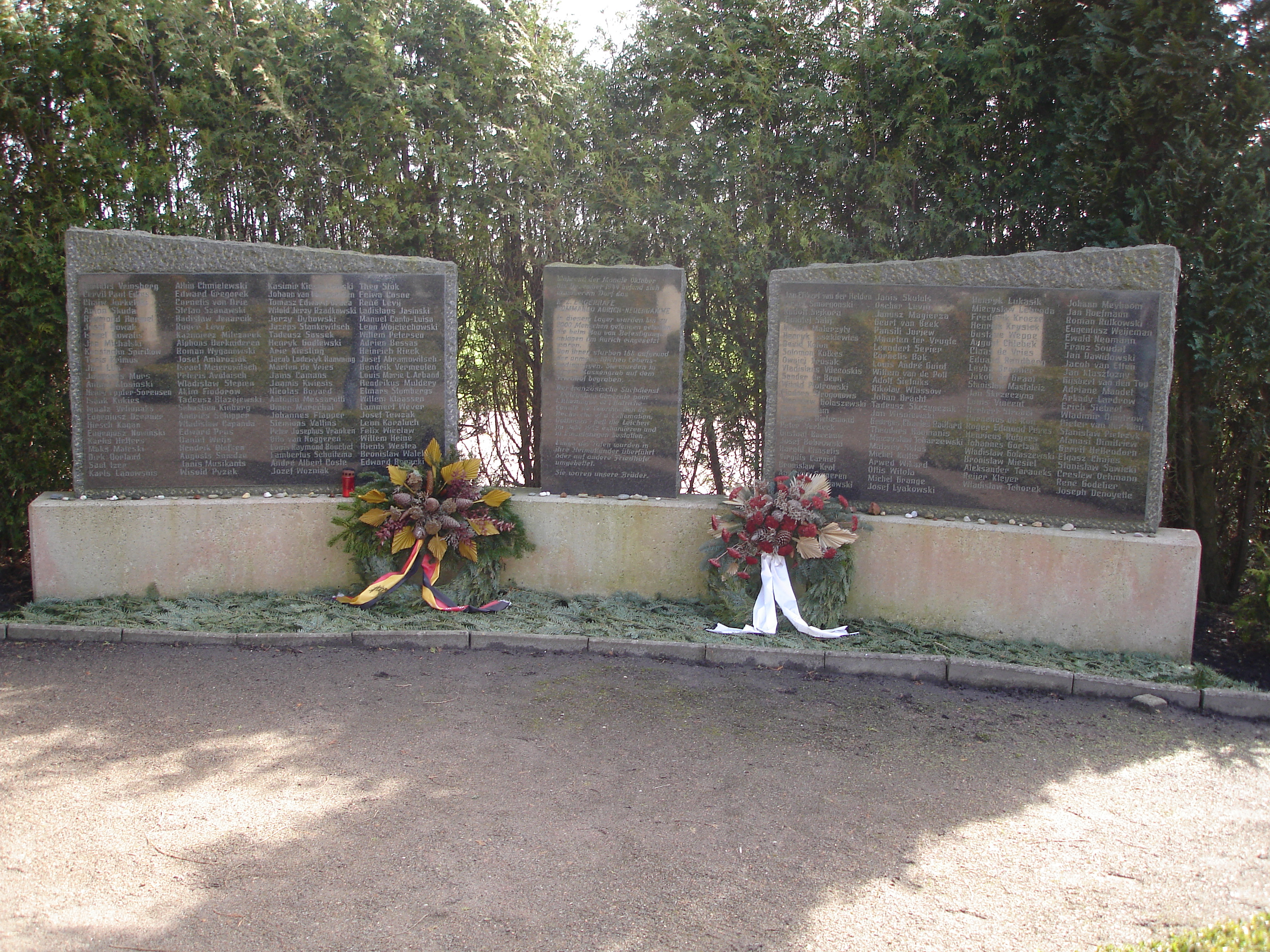
Mémorial avec les noms des 188 victimes du camp

## Jumelages
La ville d'Aurich est jumelée avec
- Appingedam (Pays-Bas) depuis le 13 septembre 1989
- Bat Yam (Israël)

## Personnalités liées à la commune
- Rudolf Christoph Eucken (1846-1926), philosophe, Prix Nobel de littérature en 1908, né à Aurich.
- Karl Heinrich Ulrichs (1825-1895), considéré aujourd'hui comme un pionnier des mouvements d'émancipation lesbien, gay, bisexuel et transgenre ainsi que comme un promoteur du latin vivant, né à Aurich.